# Tobias Lindner (Biathlet)
Tobias Lindner (* 16. Juni 1961 in Korbach/Waldeck) ist ein ehemaliger deutscher Biathlet.

## Werdegang
Lindner wuchs im nordhessischen Willingen auf. Im Alter von 4 Jahren stand er das erste Mal auf Skiern. Mehrfach wurde er westdeutscher Schüler- und Jugendmeister im Skilanglauf und in der nordischen Kombination. 1977 wurde er im Skilanglauf Deutscher Vize-Meister in der Jugend I. Erst 1979 wechselte er zum Biathlon und wurde 1980 Deutscher Vizemeister mit der Juniorenstaffel des Hessischen Skiverbandes (Helfrich, Hensel, Helfrich, Lindner). Nach dem Eintritt in die Sportförderung der Bundeswehr konnte er ein professionelleres Training absolvieren. 1985 folgte die Nominierung in den B-Kader des DSV. 1988 wurde Lindner Gesamtsieger des Alpencups (heute Europacup) und qualifizierte sich für den A-Kader der Biathlon-Nationalmannschaft. 1989 und 1990 war er WM-Teilnehmer (4 Einsätze). 1989 belegte er den 30. Platz im 20 km Einzel.
Heute ist Tobias Lindner Leiter der Personalabteilung und Pressebeauftragter der Sportschule der Bundeswehr in Warendorf.

## Erfolge
- 1990 Deutscher Meister 20 km Einzel
- 1989 CISM-Militär-Weltmeister Mannschaft
- 1989 3. Platz Deutsche Meisterschaft 10 km Sprint
- 1984 Deutscher Meister Vereinsstaffel SC Willingen (Stremme, Lindner, Kramer, Behle)
- 1986 Deutscher Meister Vereinsstaffel SC Willingen (Kramer, Hirsch, Lindner, Behle)